# サクラ大戦GB 檄・花組入隊!
『サクラ大戦GB 檄・花組入隊!』は、2000年7月28日にメディアファクトリーから発売されたゲームボーイカラー用アドベンチャーゲーム。同社の「SAKURA PROJECT2000」シリーズの第2弾（第1弾は6月23日に発売された「ポケットサクラ」）であり、セガのテレビゲーム『サクラ大戦シリーズ』の一つでもある。

## 概要
本作は、プレイヤーの分身となる主人公が、帝国華撃団の花組隊長を目指し、花組に一ヶ月体験入団するという目的のゲーム。
内容はセガサターン版のアドベンチャーパートをベースにし、訓練などで主人公の能力値を高め、ゲーム内時間の一ヵ月後にプレイヤーに対する称号が下される。戦闘パートは従来のウォー・シミュレーションゲーム形式ではなく、LIPS（Live & Interactive Picture System）という選択システムを流用した内容となっている。他にも女性キャラクターとのイベントやミニゲームなど、セガサターン版の要素も採用されている。
シリーズにおける本作の時系列は不明だが、次の公演が「西遊記」であると明言されている。
先に発売された歩数計携帯ゲーム機「ポケットサクラ」との赤外線通信が可能。
32ビット機で始まったゲームシリーズのスピンオフが、8ビット機であるゲームボーイカラーで制作されたことから当時は話題を呼んだタイトルであった。
本ソフトの発売を記念して、サクラにちなんだカラーリングでスクリーンカバー上に桜が舞うクリア・チェリーピンク仕様のゲームボーイカラー本体がソフト同梱で限定発売された。
週刊ファミ通の1999年2月19日号に「ゲームボーイカラーでセガのゲーム”サクラ大戦”をマリーガルが発売する」との記事が掲載され、開発が発表された(この発表は、セガに無断で、当時マリーガル・マネジメント取締役社長、メディアファクトリー取締役の香山哲が一方的に行ったもの）。開発、発売に関してセガ側から「ゲームボーイカラー版・サクラ大戦」と「ドリームキャスト版・サクラ大戦3 〜巴里は燃えているか〜」をつなげることが条件として出されていた。

## ミニゲーム
それぞれのヒロインに応じてミニゲームがある。ゲーム開始当初は得点が低いが、進むにつれて徐々に高くなっていくシステムである。
真昼の剣豪
真宮寺さくらのミニゲーム。さくらの投げてくるアイテムを持っている刀に当て、得点を稼ぐ。
光武ランニング
神崎すみれのミニゲーム。コースを三周回るレース式で、すみれより早くゴールすれば良い。
愛と青春の早撃ち
マリア・タチバナのミニゲーム。9つの的の中に出てくる敵を撃つ射的ゲーム。
ドキドキレッスン
アイリスのミニゲーム。6箇所からシャボン玉が出てくるので、それをぬいぐるみを使って割るゲーム。
歯車がいっぱい
李紅蘭のミニゲーム。60秒以内に上下の歯車がつながるよう、抜けている歯車をはめていくゲームで、計二十問ある。
踊るカラテカ
桐島カンナのミニゲーム。ボタンをタイミングよく押して行き、カンナと同じ動きをするゲーム。